# Chrysolina glebi
Chrysolina glebi é uma espécie de artrópode pertencente à família Chrysomelidae.